# Adynamia
Adynamia (gr. bezsilność) – zjawisko utraty sił lub słabości spowodowanej rozmaitymi czynnikami naturalnymi lub patologicznymi, jak starość, głód lub choroba (np. zespół Cushinga, zespół Sheehana).